# Химик (квартал)
„Химик“ е жилищен квартал в северозападната част на град Видин, България. Разположен е в близост до река Дунав и е част от урбанизираната зона на града. Кварталът възниква през втората половина на XX век, като е тясно свързан с развитието на химическата промишленост във Видин, особено с комбината „Видахим“, откъдето идва и името му.
=== География и инфраструктура ===
Кварталът се намира в западната част на града, в близост до булевард Панония“ и е добре свързан с централната градска част чрез градски транспорт и пешеходни маршрути. В района има училище, детска градина, магазини, заведения и аптеки. Част от сградите са панелни блокове от 70-те и 80-те години, но през последните години се изграждат и нови жилищни кооперации.[източник? (Поискан днес)]